# Jules Guérin (1845-1898)
Pour les articles homonymes, voir Jules Guérin (homonymie).
Jules Guérin, né dans l'ancien 2e arrondissement de Paris le 19 décembre 1845 et mort à l'hôpital Saint-Antoine de Paris le 28 octobre 1898, est un acteur et journaliste français.

## Biographie
Né le 19 décembre 1845 chez ses parents, au no 21 de la rue du Marché-Saint-Honoré, Jules Guérin est le fils de Paul Guérin (1799-1872), professeur de violon au Conservatoire de musique, et de Jeanne-Delphine Clochar (vers 1818-1888).
Élève du Conservatoire national de musique et de déclamation, où il obtient le premier accessit à la fois en tragédie et en comédie en 1864, il est pensionnaire de la Comédie-Française, débutant le 8 octobre 1864 dans Don Sanche.
Après 1875, Jules Guérin quitte les planches, devenant associé d'agent de change puis industriel avant de se lancer dans le journalisme. Il collabore au National, au Siècle et, surtout, au Gil Blas, dont il est le premier secrétaire de rédaction (1879-1892) puis le rédacteur en chef (1892-1894).
Ami de Guy de Maupassant, de Léon Chapron et de Paul Ginisty, il a écrit avec ce dernier La Fange (1882), Les Rastaquouères : études parisiennes (1883), Deux Tourtereaux (pièce en un acte, 1890) et On ne badine pas avec l'honneur (comédie en un acte, 1892). Avec Félix Galipaux, il est l'auteur de Spécialité de la maison (monologue en prose, 1883). Il a également écrit Fille de fille (1883) ainsi que La Petite Poniska (1886).
Fin 1894, Jules Guérin quitte le Gil Blas, où il sera remplacé par Francis Chevassu (1861-1918), et devient receveur buraliste, d'abord à Sannois, puis à Fourchambault et à Argenteuil.
En octobre 1898, Guérin est révoqué de son poste par la Direction des contributions indirectes en raison d'irrégularités dans son service. À cette époque, ses problèmes de boisson poussent sa maîtresse à rompre définitivement avec lui. Harcelée par lui, elle quitte Paris pour Fontainebleau mais, pour sa tranquillité, fait croire qu'elle s'est rendue à Nice. Désespéré, Guérin décide de mettre fin à ses jours le 27 octobre 1898 : monté à la Gare de Lyon dans un compartiment de première classe d'un train pour Nice, il y ingurgite le contenu d'un flacon de chloral, est pris de convulsions et perd connaissance peu de temps après. Transporté à l'hôpital Saint-Antoine, il y meurt quelques heures plus tard. On a retrouvé sur lui une lettre destinée à un commissaire de police et dans laquelle il accuse son ancienne maîtresse de l'avoir empoisonné. Ses obsèques ont lieu à Notre-Dame le 4 novembre.
Depuis 1892, Jules Guérin a souvent été confondu avec un homonyme, l'agitateur antisémite Jules-Napoléon Guérin (1860-1910).

## Œuvres
- (Avec Paul Ginisty) La Fange, Paris, Rouveyre et Blond, 1882, 227 p. (préface de Léon Chapron).
- (Avec Félix Galipaux) Spécialité de la maison, monologue en prose, Paris, P. Ollendorff, 1883, 10 p.
- (Avec Paul Ginisty) Les Rastaquouères : études parisiennes, Paris, Rouveyre et Blond, 1883, 332 p. (préface de Bachaumont).
- Fille de fille (suite de La Fange), Bruxelles, Kistemaeckers, 1883, 322 p. (préface de Guy de Maupassant).
- La Petite Poniska, Paris, Lévy, 1886, 326 p.
- (Avec Paul Ginisty) Deux Tourtereaux, pièce en un acte créée au Théâtre-Libre le 25 février 1890 (mise en scène d'André Antoine).
- (Avec Paul Ginisty) On ne badine pas avec l'honneur, comédie en un acte créée au Théâtre-Cluny le 26 août 1892, Paris, Tresse et Stock, 1892, 29 p.